# روي ساينز
روي ساينز (بالإسبانية: Roy Sáenz)‏ (5 ديسمبر 1944 في كوستاريكا - ) هو مدرب كرة قدم ولاعب كرة قدم كوستاريكي في مركز الهجوم. شارك مع منتخب كوستاريكا لكرة القدم. أما مع النوادي، فقد لعب مع C.D. Barrio México ‏ ونادي ألاجولينسي ونادي جامعة  السلفادور ‏ والرابطة الرياضية في ليمون وOrión F.C. ‏.